# Guillem VI de Hessen-Kassel
Guillem VI de Hessen-Kassel (en alemany Wilhelm VI von Hessen-Kassel) va néixer a Kassel (Alemanya) el 23 de maig de 1629 i va morir a Haina el 16 de juliol de 1663, com a conseqüència d'un accident de caça. Era un noble alemany fill del landgravi Guillem V (1602-1637) i d'Amàlia Elisabet de Hanau-Münzenberg (1602-1651).
Durant la Guerra dels Trenta Anys, la seva família va haver de fugir i abandonar els seus territoris. El 1637, en morir el seu pare, Guillem VI, va heretar el títol del landgraviat. Però, essent menor d'edat, va ser la seva mare qui es va fer càrrec del govern amb prou determinació com per a recuperar bona part dels territoris perduts, sobretot la regió d'Oberhessen, de l'extingit landgraviat de Hessen-Marburg. El 1650 va poder assumir plens poders sobre els dominis de Hessen-Kassel.
Acabada la guerra, Guillem VI es va dedicar refer la cultura del seu país, amb el suport de les universitats, especialment les de Marburg i Rinteln i l'establiment de noves institucions d'educació superior.
Va refer les relacions amb el landgravi de Hessen-Darmstadt Jordi II, que havia estat el seu enemic durant la guerra, i a qui va lliurar el territori al voltant de Gießen, i la ciutat de Amt. Amb tot, va mantenir la tradicional política de col·laboració amb França, i no va ser fins al final de la seva vida que s'integrà a la Lliga del Rin.
En morir prematurament, essent encara menor d'edat el seu fill i hereu Guillem, es va ocupar de la regència la seva dona Hedwig Sofia de Brandenburg.

## Matrimoni i fills
El 1649 es va casar amb la princesa Hedwig Sofia de Brandenburg, filla de l'elector Jordi Guillem de Brandenburg (1595-1640) i d'Elisabet Carlota de Wittelsbach
(1597-1660). D'aquest matrimoni en nasqueren:
- Carlota Amàlia (1650-1714), reina consort de Dinamarca, pel seu casament amb Cristià V de Dinamarca (1646-1699).
- Guillem (1651-1670).
- Carles (1654-1730), casat amb Amàlia Kettler de Curlàndia (1653-1711).
- Felip (1655-1721), casat amb Caterina Amàlia de Solms-Laubach (1654-1736).
- Elisabet Enriqueta (1661-1683), reina consort de Prússia, pel seu casament amb Frederic I de Prússia (1657-1713).